# Sławomir Piestrzeniewicz
Sławomir Piestrzeniewicz (ur. 21 marca 1955 w Łodzi), znany jako Arsène Lupin (pseudonim artystyczny) - jeden z czołowych polskich iluzjonistów.
Absolwent XXI Liceum Ogólnokształcącego im. Bolesława Prusa w Łodzi oraz Akademii Medycznej w Łodzi.
Jest dwukrotnym zdobywcą tytułu wicemistrza świata sztuki iluzji w kategorii manipulacja podczas światowych kongresów iluzjonistów FISM - (Lozanna 1982 oraz Lozanna 1991). W 2003 roku podczas kongresu FISM w Hadze zdobył tytuł mistrza świata w kategorii innowacje. Ma na swoim koncie wygranie konkursów w licznych kongresach regionalnych (np. Brno 1983, Eisenstadt 2005). Za swój wkład w rozwój światowej sztuki iluzji został uhonorowany tytułami: honorowego członka organizacji IBM (Intenrational Brotherhood of Magicians) oraz honorowego członka Rosyjskiego Stowarzyszenia Iluzjonistów. Jest jedynym Polakiem, który osiągnął takie sukcesy na polu sztuki iluzji.
W latach 1982–1991 był przewodniczącym Krajowego Klubu Iluzjonistów. W ramach działalności jako przewodniczący organizował międzynarodowe kongresy iluzjonistów oraz wprowadził klub w szeregi FISM.
Występował na wszystkich kontynentach, w salonach Paryża, Wiednia, Londynu. Jego programy rejestrowało kilkanaście światowych stacji telewizyjnych. Jest twórcą serii programów telewizyjnych w Telewizji Polskiej: "Jak Pan to robi?" oraz "Wieczór magii Sławomira Piestrzeniewicza". Występował na deskach Teatru Sabat Małgorzaty Potockiej w Warszawie w przedstawieniu pod tytułem "Rewia i Magia". Jest również twórcą magicznego, dwugodzinnego show pod tytułem "Magateria" w Teatrze Muzycznym w Łodzi. Premiera spektaklu odbyła się 7 października 2006.
Na zaproszenie Kieleckiego Centrum Kultury był gościem specjalnym w spektaklu Krzysztofa Jasińskiego "Zakochany Paryż".
W grudniu 2008 roku w łódzkim teatrze V6 odbyła się premiera jego iluzjonistycznego show "Porozmawiajmy o kobietach", w którym Arsene latał w powietrzu. Jest on jednym z kilku iluzjonistów na świecie, którzy wykonują ten numer.
Styczeń 2009 także obfituje w nowe wydarzenie - premierę spektaklu "Kabaret Magiczny Arsena Lupin" (scenariusz i reżyseria Krzysztof Jasiński) w teatrze Scena STU w Krakowie. W 2012 roku wraz ze swoim synem Filipem współtworzył spektakl "Przypadek Piestrzeniewicza" w łódzkim Teatrze Szwalnia. 